# Lance Harris
Pour les articles homonymes, voir Harris.
Lance Harris, né le 14 novembre 1984 à Columbia, est un joueur et entraîneur américain de basket-ball.

## Biographie
Le 2 juin 2009, il prolonge en Grèce à Kolossos Rhodes.
Le 20 juillet 2012, il signe en Italie au Guerino Vanoli Cremona.
Le 24 juillet 2014, il signe en Turquie au Tofas Bursa.
Le 31 août 2015, il signe en France à Pau-Orthez.
Le 9 juin 2016 il signe pour l'Élan Chalon après avoir évolué un an à Pau-Orthez.

## Amateur
High School
- ????-2003 :  David H. Hickman High School

Université
- 2003-2007 :  Kansas State (NCAA 1)

### Professionnels
- 2007-2008 :  KK Laško (1er division)
- 2008-2010 :  Kolossos Rhodes (ESAKE)
- 2010-2011 :  KK Igokea (Premijer liga BiH)
- 2011 :  Ikaros Chalkidas (ESAKE)
- 2011 :  Venise (LegA)

- 2011-2012 :  BC Politekhnika-Halychyna (Superleague)
- 2012-2013 :  Crémone (LegA)
- 2013-2014 :  BC Ural Yekaterinburg (Superligue)
- 2014-2015 :  Tofas Bursa (TBL)
- 2015-2016 :  Pau-Orthez (Pro A)
- 2016-2018 :  Chalon-sur-Saône (Pro A)
- 2018- :  KK Primorska (A.SKL)

## Statistiques

### Universitaires
Les statistiques en matchs universitaires de Lance Harris sont les suivantes :
| Saison    | Équipe       | Matchs | Titul. | Min./m | % Tir | % 3pts | % LF | Rbds/m. | Pass/m. | Int/m. | Ctr/m. | Pts/m. |
| --------- | ------------ | ------ | ------ | ------ | ----- | ------ | ---- | ------- | ------- | ------ | ------ | ------ |
| 2003-2004 | Kansas State | 27     | 1      | 7,3    | 26,9  | 21,6   | 43,8 | 0,81    | 0,52    | 0,22   | 0,07   | 1,89   |
| 2004-2005 | Kansas State | 29     | 8      | 26,3   | 45,0  | 41,4   | 60,0 | 2,14    | 2,28    | 0,72   | 0,24   | 10,38  |
| 2005-2006 | Kansas State | 28     | 13     | 25,6   | 41,5  | 27,0   | 76,0 | 2,50    | 1,75    | 0,57   | 0,21   | 10,68  |
| 2006-2007 | Kansas State | 35     | 30     | 26,4   | 44,9  | 37,6   | 66,7 | 3,29    | 1,91    | 0,40   | 0,51   | 10,37  |
| Total     |              | 119    | 62     | 21,9   | 42,5  | 35,0   | 65,5 | 2,26    | 1,65    | 0,48   | 0,28   | 8,52   |

### Professionnelles
| Saison    | Équipe                                | Matchs | Titul. | Min./m | % Tir | % 3pts | % LF | Rbds/m. | Pass/m. | Int/m. | Ctr/m. | Pts/m. |
| --------- | ------------------------------------- | ------ | ------ | ------ | ----- | ------ | ---- | ------- | ------- | ------ | ------ | ------ |
| 2011-2012 | Politekhnika-Halychyna (Superleague)  | 37     | 36     | 33,3   | 44,8  | 28,7   | 64,8 | 4,38    | 3,19    | 0,92   | 0,32   | 16,32  |
| 2012-2013 | Crémone (Lega A)                      | 24     | 24     | 31,3   | 44,8  | 35,3   | 74,4 | 4,50    | 1,79    | 1,00   | 0,12   | 15,83  |
| 2013-2014 | BC Ural Yekaterinburg (Eurochallenge) | 13     | 13     | 33,2   | 43,6  | 35,4   | 69,8 | 6,15    | 1,85    | 0,77   | 0,46   | 16,77  |
| 2014-2015 | Tofas Bursa                           | 24     | 21     | 26,2   | 49,4  | 24,1   | 72,5 | 3,92    | 0,83    | 0,71   | 0,04   | 8,54   |
| 2014-2015 | Tofas Bursa (Eurochallenge)           | 6      | 6      | 28,2   | 49,0  | 47,4   | 63,6 | 2,50    | 2,00    | 1,17   | 0,00   | 10,67  |
| 2015-2016 | Pau-Orthez (Pro A)                    | 36     | 36     | 32,4   | 46,3  | 37,6   | 86,7 | 3,58    | 1,61    | 0,78   | 0,17   | 15,58  |

## Palmarès
- Champion de France : 2017[7]
- Finaliste de la Coupe d'Europe FIBA : 2017